# 2018年アメリカ合衆国上院議会議員選挙 (ワイオミング州)
2018年アメリカ合衆国上院議会議員選挙 (ワイオミング州) は、ワイオミング州代表のアメリカ合衆国上院議員 (senator) を選出する選挙である。本選挙は2018年11月6日に行われる予定で、同日にアメリカ合衆国上院議会議員選挙 (各州選挙区)、アメリカ合衆国下院議会議員選挙、ならびに各地方選挙が行われる。
共和党所属で現職のジョン・バラッソは、2期目 (補欠選挙で当選したため、実質3期目) の当選をめざし、立候補を表明している。

## 共和党

### 候補者

#### 立候補表明者
- ジョン・バラッソ - 現職[1]

#### 立候補が取り沙汰されている者
- フォスター・フリースキー - 実業家[2]
- エリック・プリンス - ブラックウォーターUSA創設者[3]

## 民主党

### 候補者

#### 立候補表明者
- ゲイリー・トラウナー - 実業家[4]

#### 立候補を否定した者
- メアリー・スローン - 元州下院野党院内総務 （州知事選に出馬中)[5][6]

## 本選挙

### 予測
| 調査機関                    | 評価         | 調査日        |
| --------------------------- | ------------ | ------------- |
| The Cook Political Report   | 共和党が盤石 | 2017年9月29日 |
| Rothenberg Political Report | 共和党が盤石 | 2017年9月29日 |
| Sabato's Crystal Ball       | 共和党が安定 | 2017年9月27日 |